# Оринчак Богдан Миколайович
Богдан Миколайович Оринчак (нар. 10 вересня 1993) — український футболіст, правий вінгер.

## Життєпис
Вихованець франківського «ДЮСШ-3-Нафтохімік». Дорослу футбольну кар'єру розпочав 2013 року в аматорському клубі «Чечва» (Нижній Струтинь). Наступного року захищав кольори ФК «Перегінське».
У 2015 році повернувся до ще аматорського франківського «Тепловика-ДЮСШ-3». Допоміг команді пройти шлях від аматорів до учасника професіональних змагань. На професіональному рівні дебютував 24 липня 2016 року в переможному (6:0) виїзному поєдинку 1-о туру Другої ліги проти білоцерківського «Арсеналу». Богдан вийшов на поле в стартовому складі та відіграв увесь матч, а на 53-й хвилині відзначився голом у воротах «арсеналівців», встановивши рахунок 3:0.
У вересні 2020 року увійшов до складу команди «Волинь» (Луцьк).
Викликався до збірної Івано-франківської області.